# Lamaids
Lamaids település Franciaországban, Allier megyében. Lakosainak száma 206 fő (2022. január 1.). Lamaids Quinssaines, Saint-Martinien, Nouhant és Viersat községekkel határos.

## Népesség
A település népességének változása:
| Lakosok száma | 184  | 145  | 136  | 140  | 190  | 210  | 222  | 230  | 225  | 206  |
|               | 1968 | 1982 | 1999 | 2006 | 2011 | 2015 | 2017 | 2018 | 2020 | 2022 |